# Martiner
Martiner - marka regionalnego słowackiego piwa, produkowanego przez Heineken Slovensko.
Nazwa pochodzi od miasta Martin, położonego w regionie Turiec - w XVIII wieku działały tam trzy browary. Pod koniec XIX wieku Jozef Čapek założył tam spółkę Turčiansky pivovar i w 1894 rozpoczął produkcję piwa. Na rynek trafiło m.in. piwo Granát, reklamowane jako specjał bawarski, dobry dla rekonwalescentów i anemików, Martinský špeciál (12% ekstraktu) i Martinský porter (20% ekstraktu).
Na przełomie XX i XXI wieku markę kupiła firma Heineken. Browar w Martinie (Martinské pivo) został w 2003 zamknięty, a piwo Martiner produkuje się obecnie w browarze w Hurbanovie. W 2009 piwo otrzymało nagrodę Strieborná pivná korunka 2009.

## Rodzaje piwa
- Martinský zdroj - piwo jasne (3,3% alkoholu, 10% ekstraktu),
- Martiner original - piwo jasne (3,9% alkoholu, 12% ekstraktu).

Martiner dostępny jest w sklepach wyłącznie w butelkach, natomiast w lokalach lane jest tylko piwo Martiner original.